# La Gorgue
La Gorgue è un comune francese di 5 968 abitanti situato nel dipartimento del Nord nella regione dell'Alta Francia.

## Società

### Evoluzione demografica
Abitanti censiti